# Indischer Nationalkongress
Der Indische Nationalkongress (INC, englisch Indian National Congress, Hindi भारतीय राष्ट्रीय काँग्रेस Bhāratīya Rāṣtrīya Kā̃gres), auch Kongresspartei oder Kongress genannt, ist eine von derzeit acht „nationalen Parteien“ Indiens (Stand 2021, vgl. Liste der politischen Parteien in Indien) und gilt neben der Bharatiya Janata Party als eine der beiden großen Parteien des Landes. Sie gilt als sozialliberal und säkular orientiert, während die Bharatiya Janata Party für eine konservative Ausrichtung und Hindu-Nationalismus steht.
Die Kongresspartei wurde 1885 gegründet und ist eine der ältesten demokratischen Parteien der Welt. Sie war die führende Bewegung des indischen Unabhängigkeitskampfes. Zahlreiche andere, vor allem regionale Parteien sind aus Abspaltungen entstanden. Lange Zeit war sie die dominierende politische Partei Indiens und aus ihren Reihen kamen die meisten Premierminister und Staatspräsidenten Indiens.

## Geschichte

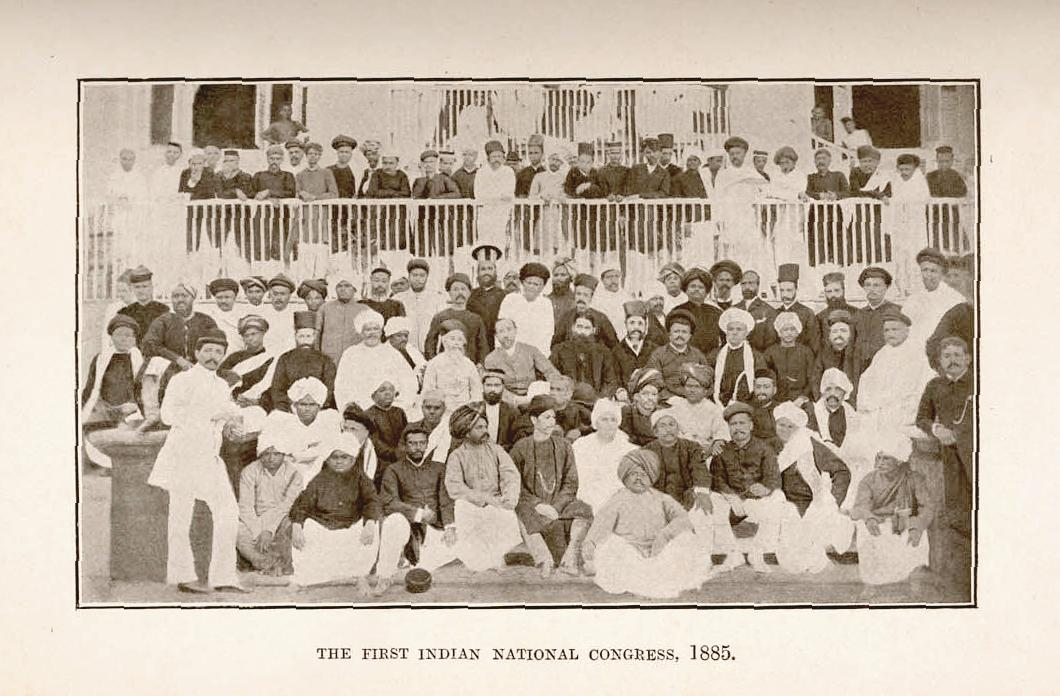
Delegierte der ersten Versammlung des INC in Bombay 1885

### Bis zur Unabhängigkeit Indiens
Die Kongresspartei ist eine 1885 von Hindus und Muslimen sowie Briten im damaligen Britisch-Indien gemeinsam gegründete indische Partei. Als Ort der Gründung war zunächst Poona vorgesehen. Wegen eines Ausbruchs der Pest in Poona wich man jedoch nach Bombay aus, wo die eigentliche Gründungsversammlung am 28.–30. Dezember 1885 stattfand. Eine führende Rolle bei der Gründung spielte der schottische Theosoph Allan Octavian Hume. Ziel der neu gegründeten Partei war es, eine stärkere Teilhabe von gebildeten Indern an der politischen Machtausübung in Britisch-Indien zu erreichen.
Nach und nach gewann der Kongress an politischem Gewicht und spielte eine führende Rolle bei der Massenbewegung gegen die Teilung Bengalens 1905, die von nationalbewussten Indern als ein Versuch der britischen Kolonialherren gesehen wurde, Muslime und Hindus gegeneinander auszuspielen. Auch in der Swadeshi-Bewegung 1905 bis 1911, die der Stärkung des nationalindischen Bewusstseins und der indischen Wirtschaftskraft dienen sollte, war der Kongress aktiv. 1906 wurde die rivalisierende Muslimliga gegründet, die spezifisch die Interessen der Muslime vertreten wollte. Der Indische Nationalkongress wurde außerdem mit Konflikten zwischen dem moderaten Flügel unter der Führung von Gopal Krishna Gokhale und dem radikalen Flügel unter der Führung von Bal Gangadhar Tilak belastet. Es kam 1907 zur Spaltung der Kongresspartei. Der moderate Flügel berief nun alljährlich eine alternative Versammlung ein, das All India Congress Committee, welches fortan zum wichtigsten Entscheidungsgremium des Nationalkongresses wurde. Indischer Nationalkongress und Muslimliga verfassten 1916 gemeinsam im sogenannten Lucknow-Pakt eine Erklärung mit Forderungen nach indischer „Selbstregierung“, wobei zunächst weniger an vollständige Unabhängigkeit, sondern an die Erlangung des Status eines Dominions gedacht war. Diese wurde von der britischen Regierung im August 1917 mit einer politischen Absichtserklärung beantwortet, Indien einen allmählichen Übergang zur Selbstregierung zuzugestehen.

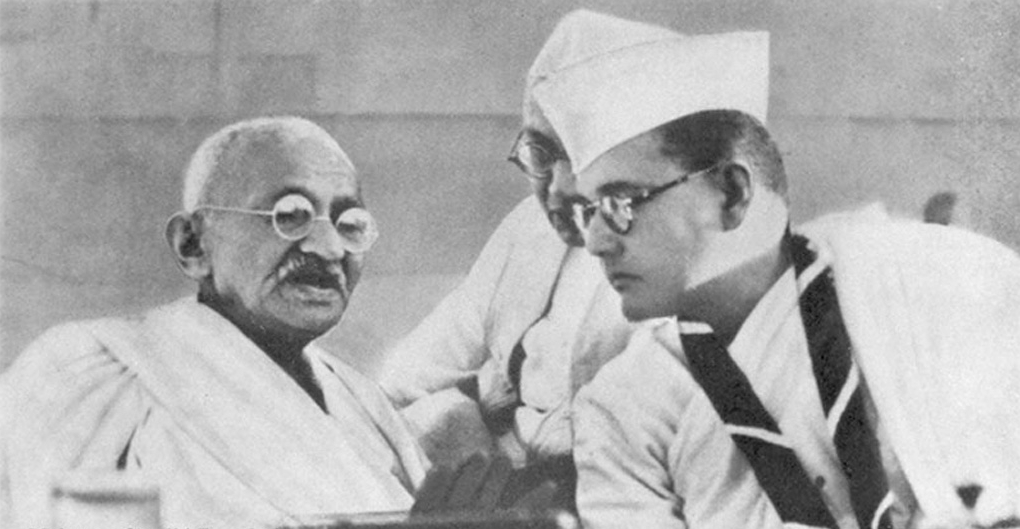
Gandhi mit dem Kongress-Präsidenten Bose (1938)

Unter der Führung Mohandas Gandhis, der 1914 endgültig nach Indien zurückgekehrt war, kam es in der Zwischenkriegszeit zu gewaltfreiem Widerstand (Satyagraha) gegen die britische Herrschaft. Der Kongress, der zuvor eher ein elitärer Zirkel von westlich gebildeten Intellektuellen gewesen war, wurde zu einer Massenbewegung. Auf den sogenannten Round-Table-Konferenzen 1930–32 wurde der Kongress erstmal als direkter Verhandlungspartner und Vertreter indischer Interessen durch die britische Kolonialmacht anerkannt. 1934 formierte sich die Congress Socialist Party als eigene Untergruppierung der Sozialisten innerhalb der Kongresspartei. Die CSP trennte sich im Jahr 1948, nach der Unabhängigkeit als Sozialistische Partei Indiens von der Kongresspartei.
Mit dem Government of India Act aus dem Jahr 1935 erhielten die Provinzen Britisch-Indiens eine relativ weit gehende Autonomie. Bei den Wahlen zu den Provinzialvertretungen errang der Kongress in acht von elf Provinzen die Mehrheit und bildete anschließend die Provinzialregierungen. Bei Kriegsausbruch 1939 erklärte der Vizekönig Lord Linlithgow den Kriegseintritt Britisch-Indiens auf Seiten des Empire, ohne die gewählten indischen Volksvertreter zu konsultieren. Die gewählten Kongresspartei-geführten Provinzialregierungen traten daraufhin unter Protest zurück. Radikalere Vertreter im Indischen Nationalkongresses sahen den Krieg als Möglichkeit, die Unabhängigkeit Indiens im aktiven Kampf zu erlangen. Der frühere Parteipräsident (1938) Subhash Chandra Bose floh, nachdem die Kolonialregierung ihn unter Hausarrest gestellt hatte, ins Ausland, proklamierte eine Gegenregierung des „Freien Indien“ und baute zunächst von Deutschland und später von Japan aus eine indische Auslandsarmee auf.
Gandhi bemühte sich um die politische Einheit zwischen Hindus und Muslimen. Im Jahr 1942 rief er die Quit-India-Bewegung aus, in der die britischen Kolonialherren zum Verlassen des Landes aufgefordert wurden. Zum 15. August 1947 erhielt Indien die Unabhängigkeit; die mehrheitlich muslimischen Landesteile wurden unter dem Staatsnamen Pakistan als eigener Staat selbständig. Jawaharlal Nehru, der enge Mitstreiter Gandhis aus den Reihen des Kongresses, wurde erster Premierminister Indiens.

### Nach 1947

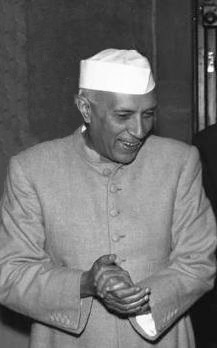
Jawaharlal Nehru, Regierungschef der Übergangsregierung 1947–1950 und erster Premierminister Indiens 1950–1964

Nach der Unabhängigkeit Indiens 1947 kam der schon vorher allmählich begonnene Prozess der Umwandlung des Nationalkongresses von einer breiten Massenbewegung in eine politische Partei zum Abschluss. Zur Zeit der britischen Kolonialherrschaft hatte insbesondere Gandhi immer großen Wert darauf gelegt, möglichst viele gesellschaftliche Gruppen unter dem Dach des Kongresses zu vereinen, um den Anspruch zu untermauern, dass der Kongress für die ganze indische Bevölkerung spräche. Nach der Unabhängigkeit fiel die einigende Klammer, die verschiedene heterogene Bewegungen unter dem Dach der Kongress-Organisation zusammengehalten hatte, nämlich der gemeinsame Widerstand gegen die britische Kolonialherrschaft, weg. Nach und nach begannen sich einzelne Gruppierungen aufgrund programmatischer Differenzen von der Kongresspartei abzuspalten. Den Anfang machte die Congress Socialist Party, die sich 1948 als Sozialistische Partei Indiens neu formierte. Zahlreiche kleinere, häufig regionale Gruppierungen folgten in den folgenden Jahren und Jahrzehnten. Die wichtigsten Oppositionsparteien zur Kongresspartei in den ersten Jahrzehnten der indischen Republik waren die Sozialisten und Kommunisten. Von geringerer Bedeutung waren die 1951 gegründete hindunationalistische Bharatiya Jana Sangh und die 1959 entstandene liberalkonservative Swatantra-Partei. Die Parlamentswahlen in den 1950er und 1960er Jahren wurden von der Kongresspartei mit sehr großen Mehrheiten gewonnen. Der wesentliche Grund hierfür war das geltende relative Mehrheitswahlrecht, das dazu führte, dass schon relative Mehrheiten zum Gewinn eines Wahlkreises ausreichten und sich die zersplitterte Opposition meist nicht auf gemeinsame Kandidaten einigen konnte. Seit 1947 bis zum Jahr 1977 stellte die Kongresspartei daher ununterbrochen alle Premierminister, beginnend mit Jawaharlal Nehru, und alle Staatspräsidenten Indiens und dominierte nicht nur die Politik der indischen Bundesregierung, sondern auch die der meisten Bundesstaaten.

### Die Kongresspartei unter Indira Gandhi 1966 bis 1984

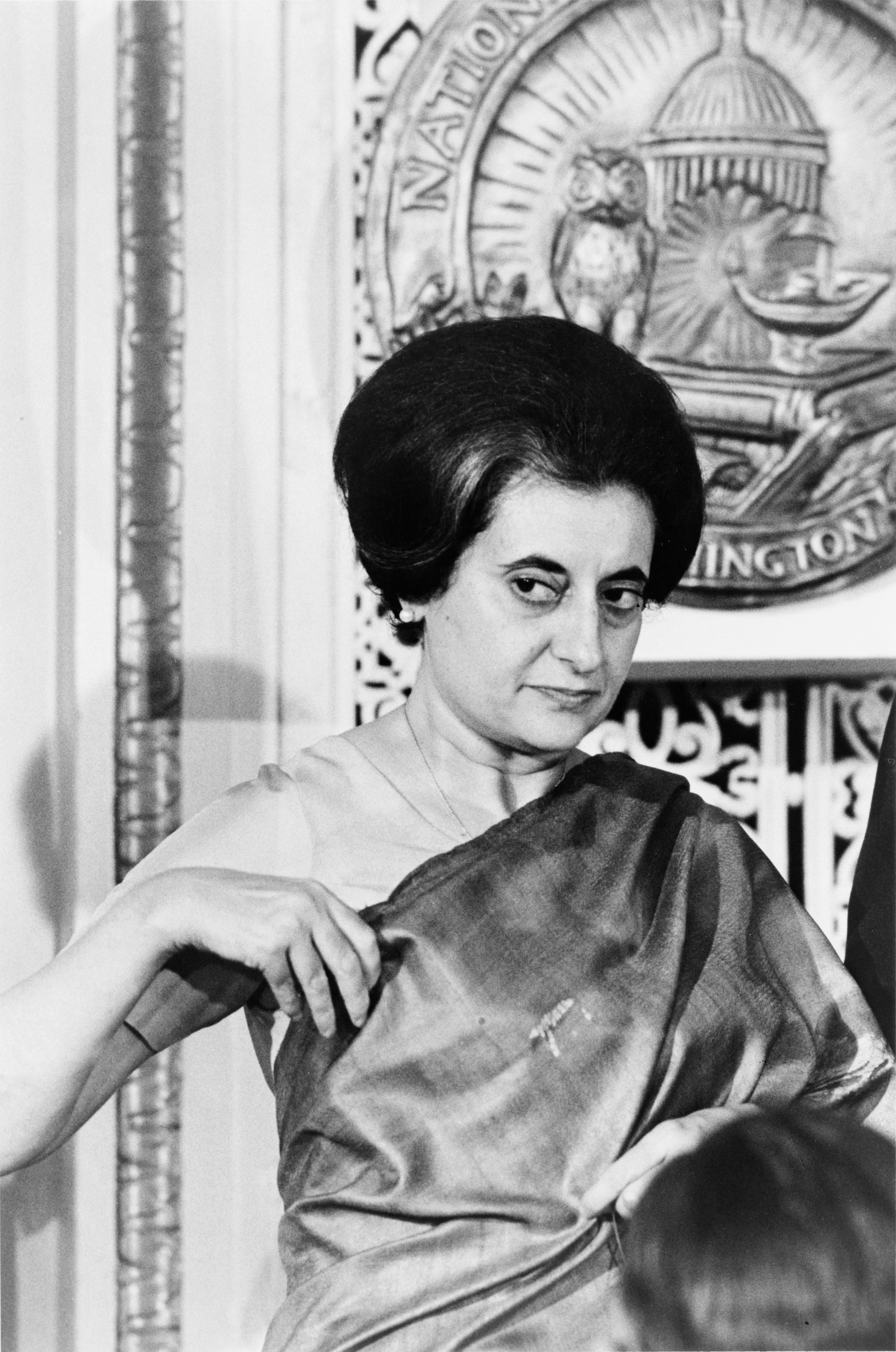
Indira Gandhi (1966), Premierministerin 1966–1977 und 1980–1984

1966 wurde Indira Gandhi, die Tochter Nehrus, zur Ministerpräsidentin Indiens gewählt. Sie betrieb eine zunehmend linksgerichtete Politik, die insbesondere im Wirtschaftsbereich zu einer zunehmenden staatlichen Regulierung führte. Sie geriet immer mehr in Konflikt mit den alten Machteliten der Partei (dem sogenannten „Syndikat“), so dass es schließlich, nachdem letztere versucht hatten, Indira Gandhi zu entmachten und aus der Partei auszuschließen, 1969 zu einer Spaltung der Partei in einen größeren, Indira unterstützenden Indian National Congress (Requisition) („Congress (R)“), und einen kleineren Indian National Congress (Organisation) („Congress (O)“) kam. Die Parlamentswahl 1971 wurde eindrucksvoll von Indiras „Congress (R)“ gewonnen, der „Congress (O)“ kam nur auf wenige Mandate. Indira Gandhi blieb weiterhin Premierministerin. Die Indische Wahlkommission erkannte danach Indiras Congress (R) als legitimen Nachfolger der Kongresspartei an und das Suffix „R“ wurde weggelassen.
Die Kongresspartei unter der Führung Indira Gandhis war eine wesentlich zentralistischer und autoritärer geführte Partei als die alte Partei Nehrus. Entscheidungen wurden häufig von der Premierministerin alleine getroffen und es entwickelte sich ein ausgeprägter Personenkult um die Person Indira Gandhis. Aufgrund der Zweidrittelmehrheit, die ihr Kongress 1971 im Parlament erlangt hatte, war sie in der Lage die indische Verfassung ändern zu lassen, was auch mehrfach erfolgte. Dies wurde von ihren Gegnern als Angriff auf die indische Demokratie gesehen. Während ihrer Regierungszeit kam es zunehmend zu außerparlamentarischen Massenbewegungen der Opposition, die in der Wahrnehmung Indira Gandhis die öffentliche Ordnung gefährdeten. 1975 ließ sie daher den Ausnahmezustand erklären und regierte 21 Monate lang per Dekret. Nach Suspendierung des Ausnahmezustandes wurden 1977 Parlamentswahlen abgehalten, die mit einer schweren Niederlage von Indiras Kongresspartei endeten. Die aus verschiedenen Oppositionsgruppen hervorgegangene Janata Party errang einen klaren Sieg und bildete anschließend die Regierung – die erste Regierung seit der Unabhängigkeit Indiens, die nicht von der Kongresspartei getragen wurde.
Nach der Wahlniederlage gewannen die innerparteilichen Gegner Indira Gandhis Oberwasser und betrieben ihren Parteiausschluss. Daraufhin kam es 1978 erneut zur Spaltung der Partei in einen Indira-Flügel, den Indian National Congress (Indira) („Congress (I)“) und einen Flügel unter D. Devaraj Urs, dem Indian National Congress (Urs) („Congress (U)“). Es wiederholten sich in gewisser Weise die Ereignisse und Indira Gandhis „Congress (I)“ gewann die Parlamentswahl 1980 triumphal, so dass sie anschließend wieder Premierministerin wurde und der Congress (I) 1981 durch die Indische Wahlkommission als die legitime Kongresspartei anerkannt und das Suffix „I“ wieder entfernt wurde.
1984 wurde Indira Gandhi durch zwei Sikh-Attentäter ermordet. Staatspräsident Giani Zail Singh ernannte daraufhin den Sohn Indiras, Rajiv Gandhi, der bisher noch über wenig politische Erfahrung verfügte, zu ihrem Nachfolger im Amt des Premierministers.

### Die Kongresspartei unter Rajiv Gandhi 1984 bis 1991

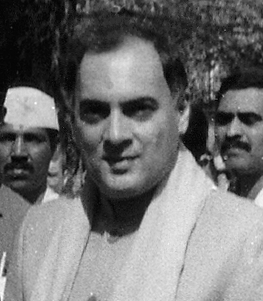
Rajiv Gandhi (1989), Premierminister 1984 bis 1989

Rajiv Gandhi trat sein Amt als Premierminister im November 1984 in einer unruhigen Zeit an. Er ließ zunächst Parlamentswahlen abhalten, die er mit einer breiten Mehrheit gewann. Anfänglich schlug ihm viel Sympathie entgegen, da er als relativ junger Mann nicht den Typus des Berufspolitikers verkörperte. Auf dieser Sympathiewelle schwimmend erzielte er anfänglich auch einige bemerkenswerte Erfolge (Beruhigung der Lage in den unruhigen Bundesstaaten Assam und Punjab). Diese anfänglichen Erfolge verspielte er jedoch durch eine unstete und inkonsequente Politik, bei der er z. B. die getroffenen Vereinbarungen nicht umsetzte. Schweren Schaden erlitt sein Ansehen durch den Bofors-Skandal 1987, bei dem er und seine Umgebung unter Korruptionsverdacht gerieten. Seine Kritiker verließen die Kongresspartei und schlossen sich mit anderen Oppositionellen zu einer neuen Partei, der Janata Dal zusammen, die 1989 die Parlamentswahl gewann. Bei dieser Wahl gewann erstmals auch die hindu-nationalistische Bharatiya Janata Party (BJP) an größerem Gewicht. Rajiv Gandhi ging mit seiner Kongresspartei in die Opposition. Die Janata Dal-Regierung hielt nicht lange durch, so dass 1991 Neuwahlen erfolgen mussten. Während des Wahlkampfes in Süd-Indien erlitt Rajiv Gandhi 1991 dasselbe Schicksal wie seine Mutter. Er fiel einem Attentat zum Opfer. Die Attentäterin war eine tamilische Extremistin.

### Die Jahre zwischen 1991 und 2004

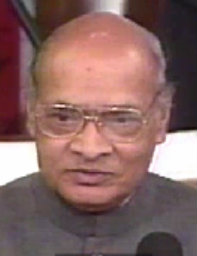
P. V. Narasimha Rao, Premierminister 1991–1996

Die Kongresspartei musste in aller Eile mitten im Wahlkampf 1991 einen neuen Spitzenkandidaten benennen. Die Wahl fiel auf P. V. Narasimha Rao, der nicht der Nehru-Gandhi-Familie angehörte. Nach der Wahl konnte die Kongresspartei mit Rao als Premierminister eine Minderheitsregierung bilden. Die Regierung Rao führte in Abkehr von der bisherigen Politik der Kongresspartei wichtige Wirtschaftsreformen durch (Deregulierung, Öffnung des indischen Marktes), die zu einer Steigerung des Wirtschaftswachstums führten. Jedoch wurde auch die Regierung Rao gegen Ende von Korruptionsvorwürfen erreicht. Außerdem warf man ihm vor, dass er nicht entschieden genug gegen die Gewalttätigkeiten zwischen Hindus und Muslimen vorgegangen war. Bei der Parlamentswahl 1996 erlitt die Kongresspartei derartige Verluste, dass sie keine Regierung mehr bilden konnte. In den Jahren 1996 bis 1998 amtierten daher Minderheitsregierungen der Janata Dal, die durch die Kongresspartei toleriert wurden.
Die Jahre 1994 bis 1998 waren zugleich der Tiefpunkt in der Führungskrise der Kongresspartei. Es schien keine überzeugende Persönlichkeit als Kandidat für das Ministerpräsidentenamt in Sicht und der fast 80-jährige Parteipräsident Sitaram Kesri konnte die Partei kaum zusammenhalten. Nach und nach machten sich Teile einzelner Landesverbände als eigene Parteien selbständig (1994 All India Indira Congress (Tiwari), 1996 Arunachal Congress in Arunachal Pradesh, 1997 Trinamool Congress in Westbengalen, 1997 Tamil Maanila Congress in Tamil Nadu, 1997 Himachal Vikas Congress in Himachal Pradesh, 1999 Nationalist Congress Party in Maharashtra u. a.). Außerdem stand die Kongresspartei unter dem Druck der scheinbar unaufhaltsam im Aufstieg befindlichen hindunationalistischen BJP. Nach der erneut für die Kongresspartei verlorengegangenen Parlamentswahl 1998 ließ sich Sonia Gandhi, die Witwe von Rajiv Gandhi, eine gebürtige Italienerin und Katholikin, von den Führern der Kongresspartei überreden, die Führung der Partei zu übernehmen, nachdem sie dies in den Vorjahren mehrfach abgelehnt hatte. Sie richtete einen Appell an alle Dissidenten, wieder in die Kongresspartei zurückzukehren, dem auch viele (allerdings nicht alle) folgten. Bei der Parlamentswahl 1999 konnte der Stimmenanteil der Kongresspartei wieder gesteigert werden, es reichte jedoch nicht, um aus der Opposition an die Regierung zurückzukehren.

### Entwicklung seit 2004

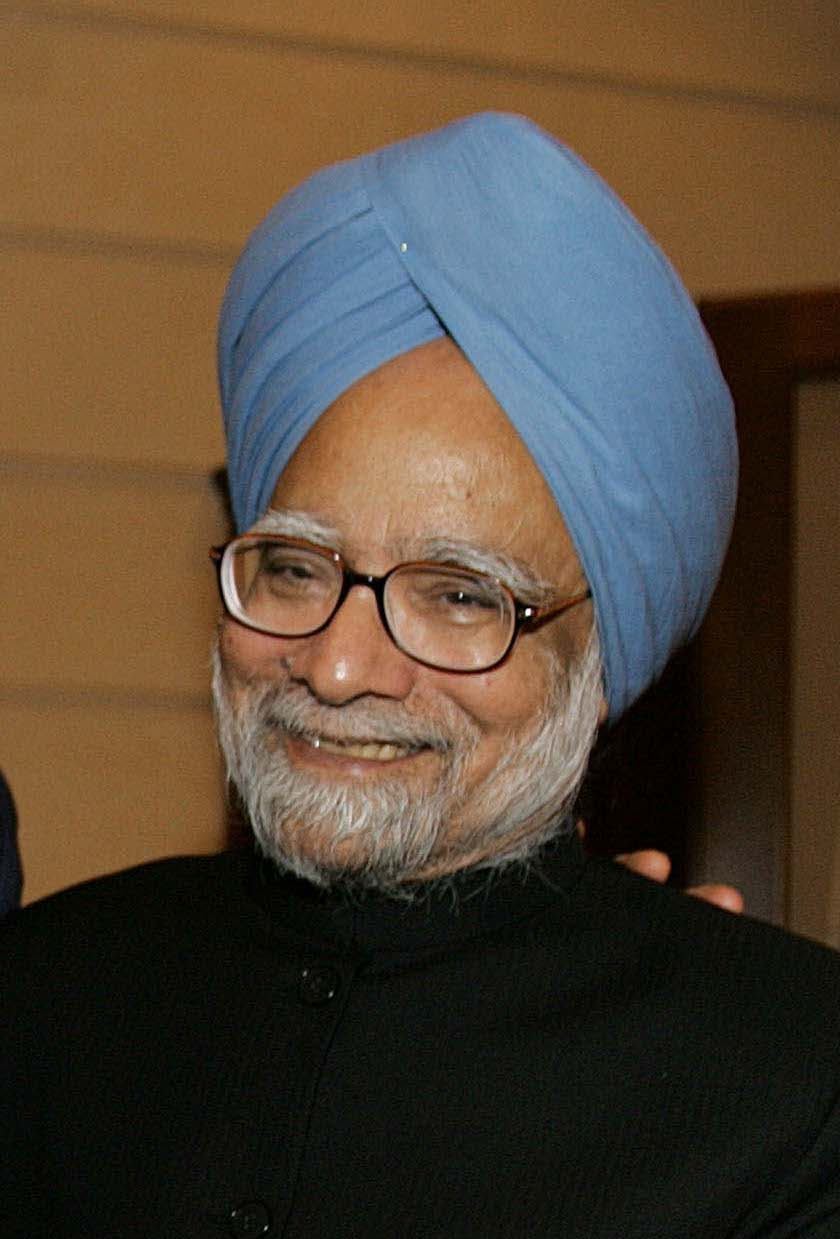
Manmohan Singh (2006), Premierminister 2004 bis 2014

Im Vorfeld der Parlamentswahl 2004 gelang es der Kongresspartei unter Sonia Gandhi, ein Vielparteienbündnis zusammenzuschmieden, das sich formal nach der Wahl als United Progressive Alliance (UPA) einen festen institutionellen Rahmen gab. Die Kongresspartei gewann zusammen mit ihren Verbündeten entgegen den Voraussagen der Wahlbeobachter die Wahl. Zur Überraschung vieler verzichtete Sonia Gandhi, die aufgrund ihrer ausländischen Herkunft vielen Anfeindungen von Seiten der Hindu-Nationalisten ausgesetzt gewesen war, auf das Amt des Ministerpräsidenten und der Wirtschaftsfachmann Manmohan Singh wurde Premierminister. Bei der Parlamentswahl 2009 konnte die Kongresspartei ihren Stimmen- und Mandatsanteil noch weiter ausbauen, so dass Singh insgesamt 10 Jahre amtierte. Seine Regierungszeit war von einem anhaltend hohen Wirtschaftswachstum gekennzeichnet. Erst gegen Ende der zweiten Legislaturperiode sank die Wachstumsrate deutlich ab, was zum Teil auf Versäumnisse der Regierung (mangelnder Ausbau der Infrastruktur, Versäumnisse beim Bildungswesen, ineffiziente Verwaltung) zurückgeführt wurde. In dieser Zeit entzogen auch mehrere Koalitionspartner der Regierung ihre Unterstützung. Das Ansehen der Kongresspartei wurde durch eine Serie von Korruptionsskandalen erschüttert. Die Kongresspartei-Regierung mit dem 80-jährigen Singh an der Spitze wirkte zunehmend altmodisch und ineffizient, während sich der Spitzenkandidat der Opposition, Narendra Modi (BJP), als dynamischer Modernisierer inszenierte. Singh verzichtete schon aus Altersgründen auf eine erneute Kandidatur und die Kongresspartei wollte sich nicht direkt auf einen Spitzenkandidaten festlegen. Rahul Gandhi, der Sohn Sonia Gandhis, war das einzige hierfür noch in Frage kommende Mitglied der Nehru-Gandhi-Familie. Dieser legte sich nur wenig ins Zeug und ließ nach Meinung vieler Beobachter auch die Führungsqualitäten für eine solche Spitzenposition nicht erkennen. Die Parlamentswahl 2014 endete für die Kongresspartei mit einer desaströsen Niederlage. Sie erzielte das mit Abstand schlechteste Ergebnis ihrer gesamten Parteigeschichte.
Auch bei den Wahlen zu den Parlamenten in verschiedenen Bundesstaaten nach der gesamtindischen Wahl konnte die Kongresspartei ihre Position seither nicht wesentlich verbessern. Fast alle Parteien, die noch in der von der Kongresspartei geführten United Progressive Alliance verblieben waren, verließen diese im Laufe des Jahres 2014.
Seit Dezember 2017 war Rahul Gandhi als Nachfolger seiner Mutter Präsident der Kongresspartei. Am 10. August 2019 übernahm Sonia Gandhi erneut die Parteiführung, nachdem Rahul Gandhi infolge des schlechten Abschneidens der Partei bei der Parlamentswahl 2019 zurückgetreten war. Am 19. Oktober 2022 wurde der ehemalige Minister Mallikarjun Kharge zum neuen Präsidenten der Kongresspartei gewählt.

## Programmatik und Kritik
Traditionell galt die Kongresspartei als die große integrative Kraft in der indischen Parteienlandschaft. Sie berief sich auf die Prinzipien Mahatma Gandhis. Ihre herausragende Rolle während der indischen Unabhängigkeitsbewegung und die respektable Tradition als älteste indische Partei verlieh ihr bei den Massen große Autorität. Sie betonte von Anfang an den säkularen, religionsneutralen Charakter des indischen Staates – ganz im Gegensatz zum benachbarten Pakistan, das sich als „Islamischer Staat“ definierte, und auch im Gegensatz zu den Hindu-Nationalisten, die eine Fundierung des indischen Staates auf der hinduistischen Mehrheitskultur forderten. Außerdem erklärte sie sich zum Anwalt der Unterprivilegierten und der Minderheiten in der indischen Gesellschaft. Lange Zeit wurde daher die Kongresspartei deswegen bei Wahlen von der großen Mehrheit der Muslime und der niederen Kasten gewählt.
Sozialpolitisch definierte sich die Kongresspartei als „sozialistische“ Partei und sprach sich anfänglich für eine sehr weitgehend staatlich gelenkte und vom Weltmarkt abgeschottete Wirtschaft aus. Anfänglich galt die Sowjetunion in vieler Hinsicht als Vorbild für die Industrialisierung eines rückständigen Agrarlandes. Erst Anfang der 1990er Jahre kamen von der Kongresspartei geführte Regierungen von diesen Ideen des Staatsmonopolismus und -dirigismus ab und liberalisierten die Wirtschaft. In den 1990er-Jahren kehrten auch viele Muslime und Angehörige niederer Kasten der Kongresspartei den Rücken und begannen, andere Parteien zu wählen. Zudem verlor die Kongresspartei viele Wähler an die wesentlich straffer organisierte und disziplinierte Bharatiya Janata Party.
Von vielen Beobachtern wird die Fixierung der Kongresspartei auf die Angehörigen der Nehru-Gandhi-Familie als ein wesentlicher Hemmschuh bei der Erneuerung der Partei gesehen. Jawaharlal Nehru und seine Tochter Indira Gandhi waren herausragende Führungspersönlichkeiten, die bei aller Kritik am zum Teil selbstherrlichen Regierungsstil die Entwicklung der indischen Gesellschaft vorangebracht hatten. Rajiv Gandhi, der Sohn Indiras, verdankte sein Premierministeramt dagegen praktisch ausschließlich seinem Familiennamen, er war vor dem überraschenden Tod seiner Mutter kaum politisch in Erscheinung getreten und hatte wenig politische Erfahrung. Noch extremer war die Situation bei Sonia Gandhi, die von Geburt her überhaupt nicht aus Indien stammte und nur durch Heirat den klangvollen Namen „Gandhi“ erlangt hatte.
Die Fixierung auf die Nehru-Gandhi-Familie führte dazu, dass die innerparteiliche Demokratie in der Kongresspartei nur eingeschränkt funktionierte und sich keine breite Führungselite herausbilden konnte. Zurzeit sind wenig überzeugende Persönlichkeiten in Sicht, die Partei in naher Zukunft erneut zur Regierungsmacht führen könnten. Manche politische Analysten gingen angesichts der schweren Wahlniederlagen 2014–2016 so weit, den Kongress, die älteste politische Partei Indiens, für komplett überholt zu erklären. In der modernen konfrontativen Politik habe eine Partei, die im Konsens alle Bevölkerungsschichten integrieren wolle, keine Existenzgrundlage mehr. Nach einer Serie von Wahlniederlagen hellten sich die Perspektiven für die Partei Ende 2018 wieder deutlich auf, nachdem sie die Wahlen zu den Bundesstaatsparlamenten von drei wichtigen Bundesstaaten (Madhya Pradesh, Rajasthan, Chhattisgarh) gewann.
Nachdem die Kongresspartei bei der gesamtindischen Wahl 2019 eine erneute schwere Wahlniederlage hatte hinnehmen müssen, mehrten sich die Stimmen, die die Abwahl Rahul Gandhis als Parteipräsident forderten. Die Partei stehe vor der Wahl, entweder ihre Führung auszuwechseln, oder ihr Absinken in die völlige Bedeutungslosigkeit zu riskieren.

## Wahlsymbole
Da immer noch ein erheblicher Teil der indischen Wähler Analphabeten sind (bei der Unabhängigkeit Indiens waren es über 80 % der Bevölkerung), haben alle politischen Parteien durch die Indische Wahlkommission Symbole zugeteilt bekommen, die auch auf den Stimmzetteln abgebildet waren bzw. auf den Tafeln der elektronischen Wahlgeräte abgebildet sind. Parteien, die wie die Kongresspartei als „nationale Parteien“ anerkannt sind, dürfen landesweit ein und dasselbe Symbol benutzen.

Zwei Ochsen unter einem Joch – das Wahlsymbol der Kongresspartei zwischen 1951 und 1969
Eine Kuh mit Kalb – das Parteisymbol von Indira Gandhis Congress (R) bzw. Kongresspartei zwischen 1969 und 1978
Die rechte Hand – Wahlsymbol des Congress (I) bzw. der Kongresspartei seit 1978 bis heute

## Wahlergebnisse
| Kürzel       | Hintergrund |
| ------------ | --- |
| Congress (R) | „Congress (Requisition)“; nach der Spaltung der Kongresspartei 1969 entstandener größerer Flügel der Kongresspartei unter Führung von Indira Gandhi, 1972 Entfernung des Suffixes „R“       |
| Congress (O) | „Congress (Organisation)“; nach der Spaltung der Kongresspartei 1969 entstandener kleinerer Flügel der Kongresspartei unter Führung der alten Machtelite, ging 1977 in der Janata Party auf |
| Congress (I) | „Congress (Indira)“; nach der Spaltung der Kongresspartei 1978 entstandener Flügel unter Indira Gandhi, 1982 Entfernung des Zusatzes „Indira“, bzw. „I“                                     |
| Congress (U) | „Congress (Urs)“; nach der Spaltung der Kongresspartei 1978 entstandener Flügel unter D. Devaraj Urs, 1981 in Congress (S) umbenannt                                                        |
| Congress (S) | „Congress (Socialist)“; aus dem Congress (U) durch Umbenennung 1981 hervorgegangen, 1986 größtenteils wieder mit der Kongresspartei vereinigt                                               |
| Congress (T) | „Congress (Tiwari)“, 1994 entstandene Abspaltung unter dem ehemaligen Chief Minister von Uttar Pradesh Narayan Dutt Tiwari, vereinigte sich 1998 wieder mit der Kongresspartei              |

Die folgende Tabelle zeigt die Wahlergebnisse (gewonnene Mandate) bei den gesamtindischen Parlamentswahlen. Im Verlauf ihrer Geschichte war die Kongresspartei mehreren Spaltungen unterworfen. Für die Wahl 1971 und 1980 sind hier die Ergebnisse von Indira Gandhis Kongresspartei (Congress (R) bzw. Congress (I)) aufgeführt.
| Jahr | Wahl                         | Stimmen- anteil | Parlaments- sitze |
| ---- | ---------------------------- | --------------- | ----------------- |
| 1951 | Wahl zur Lok Sabha 1951–1952 | 44,99 %         | 364/489           |
| 1957 | Wahl zur Lok Sabha 1957      | 47,78 %         | 371/494           |
| 1962 | Wahl zur Lok Sabha 1962      | 44,72 %         | 361/494           |
| 1967 | Wahl zur Lok Sabha 1967      | 40,78 %         | 283/520           |
| 1971 | Wahl zur Lok Sabha 1971      | 43,68 %         | 352/518           |
| 1977 | Wahl zur Lok Sabha 1977      | 34,52 %         | 154/542           |
| 1980 | Wahl zur Lok Sabha 1980      | 42,69 %         | 353/529           |
| 1984 | Wahl zur Lok Sabha 1984      | 49,10 %         | 404/514           |
| 1989 | Wahl zur Lok Sabha 1989      | 39,53 %         | 197/529           |
| 1991 | Wahl zur Lok Sabha 1991      | 36,26 %         | 232/521           |
| 1996 | Wahl zur Lok Sabha 1996      | 28,80 %         | 140/543           |
| 1998 | Wahl zur Lok Sabha 1998      | 25,82 %         | 141/543           |
| 1999 | Wahl zur Lok Sabha 1999      | 28,30 %         | 114/543           |
| 2004 | Wahl zur Lok Sabha 2004      | 26,53 %         | 145/543           |
| 2009 | Wahl zur Lok Sabha 2009      | 28,55 %         | 206/543           |
| 2014 | Wahl zur Lok Sabha 2014      | 19,30 %         | 44/543            |
| 2019 | Wahl zur Lok Sabha 2019      | 19,70 %         | 52/543            |
| 2024 | Wahl zur Lok Sabha 2024      | 20,14 %         | 99/543            |